# Marilia parallela
Marilia parallela är en nattsländeart som beskrevs av Hwang 1957. Marilia parallela ingår i släktet Marilia och familjen böjrörsnattsländor. Inga underarter finns listade i Catalogue of Life.